# Martin Schacht
Martin Schacht (* 1965 in Rendsburg) ist ein deutscher Autor, Journalist und Regisseur, der in Berlin und Bangkok lebt. Er ist Autor von Dokumentationen und Beiträgen für 360 Grad/Arte, Geo und diverse TV-Magazine wie Galileo. Neben Reisebüchern veröffentlicht er auch Romane.

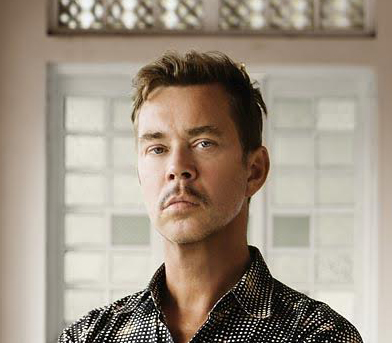
Martin Schacht (2016)

## Leben und Werk
Martin Schacht wurde 1965 in Rendsburg geboren. Nach dem Studium der Medienwissenschaften an der TU Berlin und der Visuellen Kommunikation begann Schacht seine journalistische Tätigkeit. Sein erstes Buch als Co-Autor, die Autobiographie der Berliner Show-Legende Romy Haag, erschien 1999.
Seit 1995 ist Schacht auch als Autor und Regisseur für diverse Sender tätig, in den letzten Jahren vorwiegend für Arte und Wissensmagazine wie Galileo. Nach den Berlin-Romanen Mittendrin und Straßen der Sehnsucht (Rowohlt 2003, 2004) verlagerte Schacht seinen Lebensmittelpunkt nach Asien. In diesem Zusammenhang entstand der in Burma spielende Thriller Mandalay Moon (mit Bettina Köster), der die Suche nach der legendären Drogen-Prinzessin Olive Yang vor dem Hintergrund einer Dreiecksgeschichte thematisiert. Auch die Reisebücher Gebrauchsanweisung für Thailand (2011) und Gebrauchsanweisung für Burma/Myanmar (2013) sowie zahlreiche TV-Reportagen widmen sich dem Thema Asien. Zusätzlich ist Schacht für Print-Magazine wie Geo, Fashion Week Magazine oder Brigitte tätig. Südostasien ist neben Berlin dabei ein Hauptthema seiner Arbeit, ebenso wie Mode, Kunst und Design.

## Trivia
Martin Schachts Fotobuch Stars in Heaven, das er mit der Stylistin Katja Hoeft veröffentlichte, wurde mit dem Deutschen Design Preis in Bronze ausgezeichnet.
Nach der Maueröffnung war Schacht unter dem Pseudonym Carla Azard Klatschkolumnist der Stadtzeitschrift Prinz. Die dabei entstandenen Fotos wurden zum Ende seiner Tätigkeit im Rahmen der Performance „Akteneinsicht“ in der Galerie „Boudoir“ verkauft.
2004 gründete Schacht mit den Galeristen Michael Krome und Waling Boers den Münzsalon, einen Privatclub ohne feste Öffnungszeiten, in dem schon Brad Pitt, Fatih Akin oder Ben Becker Gäste waren.

## Veröffentlichungen (Auswahl)

### TV-Beiträge (Auswahl)
- Myanmar – per Zug durch die Zeit, 360° GEO Reportage, Arte[3]
- Bangkoks Schatztaucher, 360° GEO Reportage, Arte[12]
- Teuerstes Jacket der Welt, Galileo, Pro Sieben[13]

### Reisebücher
- Gebrauchsanweisung für Thailand, Piper Verlag, München 2011 (überarbeitete Version 2015[14]), ISBN 978-3-492-27653-5
- Gebrauchsanweisung für Burma/Myanmar, Piper Verlag, München 2013,[15] ISBN 978-3-492-96125-7
- Im Fluss der Langsamkeit: Entlang der Lebensadern Burmas/Myanmars. Knauss, Hamburg und München 2014, ISBN 978-3-00-046957-2
- Bangkok. Travel House Media, München 2016, ISBN 978-3-8342-2048-6

### Romane
- Mittendrin. Roman, Rowohlt Verlag, Reinbek 2002, ISBN 3-499-23178-6
- Straßen der Sehnsucht. Roman, Rowohlt Verlag, Reinbek 2003, ISBN 3-499-23402-5
- Mandalay Moon. Roman, Rowohlt Verlag, Reinbek 2007, ISBN 978-3-499-24362-2

### Sonstige
- Stars in Heaven. Fotobuch, Martin Schmitz Verlag, Berlin 1994,[16] ISBN 978-3-927795-12-9
- Die ewige Zielgruppe. Sozialstudie, Argon Verlag, Berlin 2004,[17] ISBN 3-87024-591-3